# Leif Martinussen
Leif Martinussen (29. juli 1941) er en dansk organist og komponist.
Han tog organisteksamen fra Det Kongelige Danske Musikkonservatorium i 1967 som elev af Henning Riiser og kantoreksamen 1969 som elev af Jørgen Berg. Derefter videreuddannede han sig i Lund og Stockholm. Fra 1970 har han været ansat som organist ved Allehelgens Kirke i på Amager. I årene 1971-1996 var han klaverlærer ved Værløse og Tårnby Musikskoler. Ved siden af dette arbejde har Leif Martinussen været aktiv som medlem af Dansk Organist og Kantor Samfunds Legatbestyrelse 1984-2000 og var medstifter af og formand for Amager Musikfestival 1973-1997. Desuden var han medlem af juryen for den internationale konkurrence for blinde og svagsynede musikere i Tjekkiet 6 gange i årene 1988-2003 samt medlem af juryen for den internationale ”Marcello Galanti” orgelkonkurrence i Rimini, Italien 2004. 

## Musikken
Leif Martinussens har fortrinsvis skrevet kor- og orgelmusik, men også musik for klaver og enkelte værker for orkester. I 1985 vandt han førsteprisen for sit op. 21 Ode to light ved International Competitions of Blind and Partially Sighted Composers i Mariánské Lázně i Tjekkoslovakiet. Også hans op. 17 og op. 18 har vundet priser ved et finsk musikstævne. 
Næsten al musikken har været opført rundt om i Danmark og mange steder i udlandet, og på pladeselskabet Paula er til nu udkommet 3 CD’er med en stor del af hans musik. Der har været opførelser i Skandinavien, Færøerne, Island, Grønland, Belgien, Tyskland, Østrig, Polen, Ungarn, Tjekkiet, Bulgarien, Italien, Frankrig, Spanien, England, Rusland, Ukraine, USA, Uruguay, New Zealand.
|  | Artiklen om Leif Martinussen kan blive bedre, hvis der indsættes et (bedre) billede Du kan hjælpe ved at afsøge Wikimedia Commons for et passende billede eller uploade et godt billede til Wikimedia Commons iht. de tilladte licenser og indsætte det i artiklen. |

## CD indspilninger
- Paula PACD 105
- Paula PACD 146
- Paula PACD 162
- Rondo RCD 8340
- Point PCD 5144
- Studio Budikov B-0001-2011

## Værker
- op. 1 Stykke for fløjte, obo og strygere (1959)
- op. 2 Solkredsen (9 stykker for klaver – 1959-63)
- op. 3 Maj, juni og august (klaver – 1963)
- op. 4 Præludium i G-dur – in memoriam Carl Nielsen (orgel – 1964)
- op. 5 Adagio og Allegro (orgel – 1964)
- op. 6 Bryllupspræludium I G-dur (orgel – 1966)
- op. 7 Fantasi for orgel (1968)
- op. 8 Introduktion for orkester (1969)
- op. 9 Bagatel for orgel (1969)
- op. 10 Toccata nr. 1 (orgel – 1971)
- op. 11 Fantasi over “Tak Gud” (orgel – 1971)
- op. 12 Bryllupsmarch I C-dur (orgel – 1972)
- op. 13 Trio for orgel – in memoriam J.S. Bach (1972)
- op. 14 Toccata nr. 2 (orgel – 1973)
- op. 15 Salmekalender, 32 salmer (1974-80)
- op. 16 Syv stykker for orgel (1977-79)
- op. 17 Juli (klaver – 1980) Days of culture, Finland composer competition, 1st Prize
- op. 18 Dialoger for 2 trompeter (blæseorkester – 1981) Days of culture Finland, composer competition, Special Prize
- op. 19 Kom, lad os juble for Herren (kantate for bl. kor og 4 trompeter – 1982)
- op. 20 Cantabile (orgel 1984)
- op. 21 Ode to light (kor – SSAATTBB – 1984) Førstepræmie ved ”International composition competition” in Czechoslovakia
- op. 22 Fire salmer (bl. kor eller lige stemmer – 1979-1990)
- op. 23 Piece for Flutes and Strings (Fountain-music to Mariánské Lázne – 1988)
- op. 24 Og jeg så et andet tegn i Himmelen (Kantate sang og orgel – 1992)
- op. 25 Præludium i d-mol (orgel – 1993)
- op. 26 Fire sange for lige stemmer SSAA (1991-1992)
- op. 27 Det haver så nyligen regnet, fantasi for orgel (1995)
- op. 28 Danske tidsglimt (kor – SSSSAATTBB – 1996)
- op. 29 Allegretto grazioso (fagot eller trompet og orgel – 1997)
- op. 31 Du (kor – SSAATTBB – 1999)
- op. 32 Sytten orgelkoraler (1980-2001)
- op. 33 Capriccio for Bb-trompet og orgel (2000)
- op. 34 Ode til livets du (kor SSAATB – 2002)
- op. 35 Festpræludium for trompet og orgel (2002)
- op. 36 Festpræludium for 2 trompeter og orgel (2005)
- op. 37 Lyt, hvad er i luften (kor SSAATB 2006)

```
 op. 38 Hvedekornet (kantate for bas solo, SSAA og orgel – 2006)
 op. 39 Réflexions d´un Rendez-vous musical pour Orgue (2010)                                 
```

- 12 intonationer og forspil for orgel (1985)
- 11 koralforspil (orgel – 1988)
- samt en række enkeltsalmer uden opusnumre